# Batten Shojo Tai
Batten Shojo Tai est un groupe d'idoles japonaises qui interprète Dragon Ball Super dans Yoka Yoka Dance, la chanson d'ouverture de l'anime Dragon Ball Super.